# Clare Maguire

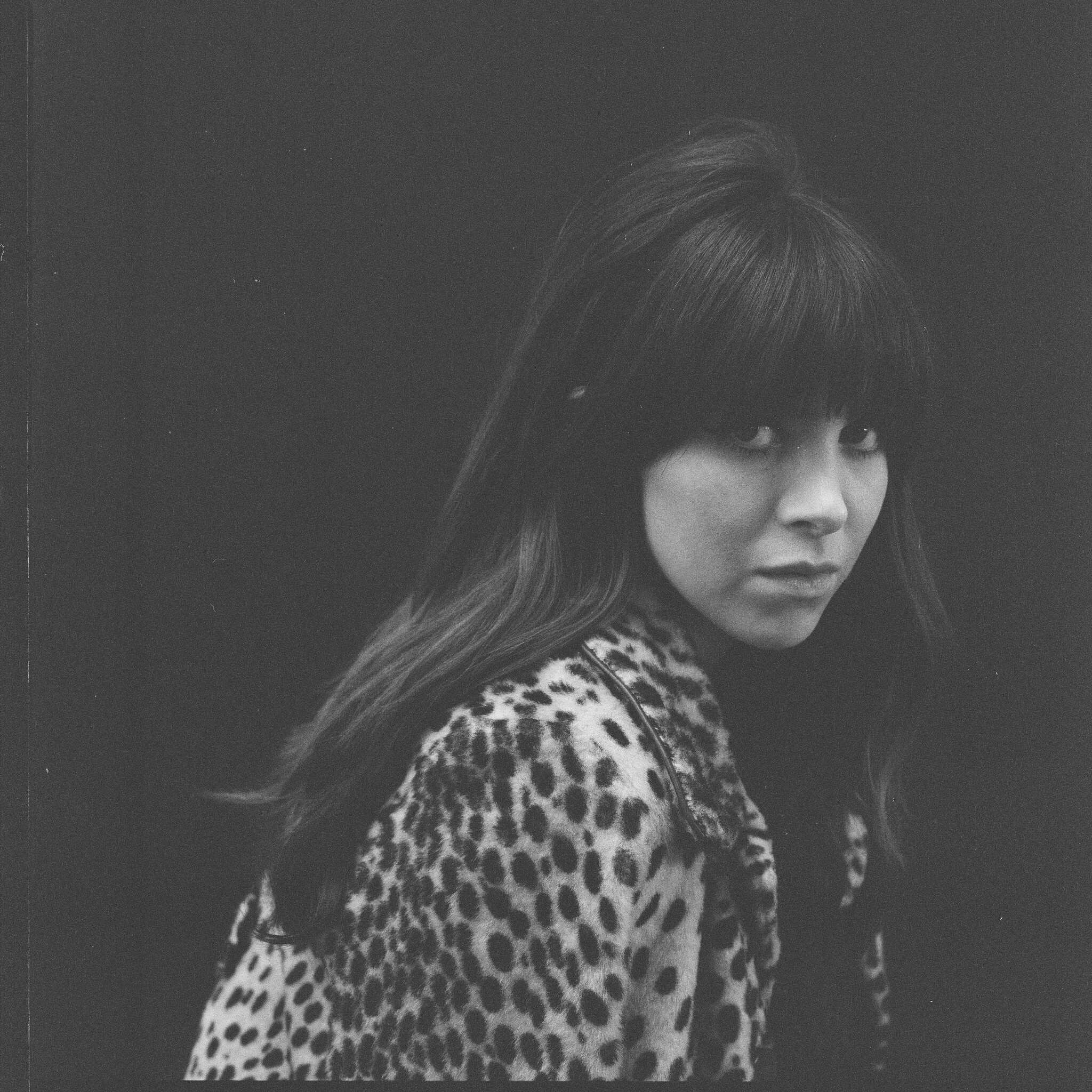
Clare Maguire em 2015

Clare Rita Mary Maguire (Birmingham, 15 de Setembro de 1987) é uma cantora e compositora britânica.

## Biografia
Em 2010, venceu o prémio Next Big Thing no Q Awards, outorgado pela revista Q. Em fevereiro de 2011, lançou seu álbum de estreia Light After Dark, tendo "Ain't Nobody" como single de trabalho. No mesmo ano, ficou em quinto lugar na lista do BBC Sound of, que elege os 15 artistas mais promissores. O primeiro lugar foi alcançado por Jessie J.
Detentora de uma voz forte e grave, Maguire foi comparada à Annie Lennox e Stevie Nicks.

## Discografia
- 2011 -	Light After Dark

### Singles
- "Ain't Nobody"
- "The Last Dance"
- "The Shield and the Sword"